# Йол (річка)
Йол (крим. Yol), Бую́к-Дерє́ (крим. Büyük Dere) — маловодна річка в Україні у Бахчисарайському районі Автономної Республіки Крим, у гірському Криму. Ліва притока річки Бельбек (басейн Чорного моря).

## Опис
Довжина річки 5,5 км, площа водозбору річки 4,5 км, найкоротша відстань між витоком і гирлом — 5,16 км, коефіцієнт звивистості річки — 1,07. Формується декількома безіменними струмками та загатами.

## Розташування
Бере початок на південно-західних схилах гори Бойка (1172,9 м). Тече переважно на північний захід листяним лісом, через село Богатир (Багатир, крим. Bağatır)  і на південно-західній стороні від села Зелене (до 1945 року — Татар-Осман, крим. Tatar Osman)  впадає у річку Бельбек.

## Цікаві факти
- На лівому березі річки на відстана приблизно 1,09 км розташована садиба Салкн-дерє[5].